# John Player Trophy
De John Player Trophy was een golftoernooi van de Europese PGA Tour in 1970 en 1972.
Het toernooi werd slechts tweemaal gespeeld, in 1970 op de Notts Golf Club in Nottinghamshire en in 1972 op de Bognor Regis Golf Club in West Sussex.

## Winnaars
- 1970:  Clive Clark
- 1972:  Ross Whitehead